# Big Ben (singel)
Big Ben – singel polskiego rapera Young Igiego z albumu studyjnego Konfetti. Singel został wydany 23 maja 2018 roku. Tekst utworu został napisany przez Igora Ośmiałowskiego.
Nagranie uzyskało certyfikat złotej płyty w 2021 roku.
Singel zdobył ponad 12 milionów wyświetleń w serwisie YouTube (2023) oraz ponad 3 miliony odsłuchań w serwisie Spotify (2023).

## Nagrywanie
Utwór został wyprodukowany przez MFG Beats. Tekst do utworu został napisany przez Igora Ośmiałowskiego.

## Twórcy
- Young Igi – słowa[1]
- Igor Ośmiałowski – tekst[1][2]
- MFG Beats – produkcja[1][2]